# الیس هال
الیس هال (انگلیسی: Elise Hall؛ ۱۵ آوریل ۱۸۵۳ – ۲۷ نوامبر ۱۹۲۴) یکی از نخستین نوازندگان برجستهٔ ساکسوفون در ایالات متحده آمریکا بود.
او بنیان‌گذار «باشگاه ارکسترال بوستون» و از حامیان رپرتوار این ساز موسیقی بود و آثاری از کلود دبوسی، ونسان دندی و آندره کاپله را با ساکسوفون اجرا کرد.